# Bolbocerodema
Bolbocerodema — род жуков из подсемейства Bolboceratinae, семейства Навозники-землерои.

## Описание
Тело двухцветное. Глаза полностью разделены щёчными выступами. Средние тазики соприкасающиеся. Средние и задние голени с двумя цельными поперечными килями. Надкрылья с пяти-точечными бороздками между швом и плечевым бугорком. Рог на наличнике самца слит с лобным бугорком.

## Систематика
К роду относятся следующие виды:
- Bolbocerodema apicatum (Fairmaire, 1891)
- Bolbocerodema dierli (Krikken, 1979)
- Bolbocerodema garritor (Krikken, 1979)
- Bolbocerodema kiyoyamai (Nomura, 1973)
- Bolbocerodema nigroplagiatum (Waterhouse, 1875)
- Bolbocerodema sikkimense (Krikken, 1979)
- Bolbocerodema zonatum Nikolajev, 1973